# 侠勇の花道 ドス
『侠勇の花道 ドス』（きょうゆうのはなみち ドス）は、1966年に松竹が製作・配給した。松野宏軌監督によるヤクザ映画である。主演は長門勇。

## 概略
当時東映製作のヤクザ映画が当たっていたことから製作されたが、興行成績が振るわず、早期に放映終了となった。田村正和は松竹から強制される形で、同作品へ出演した。

## 出演者
- 梅林哲郎 : 長門勇
- 唐辰二代目：田村正和
- お菊：香山美子
- 神崎 : 安部徹
- 秋原実：菅原文太
- 幹太 : 佐々木功
- 新藤 : 小松方正
- 女将 : 高橋とよ
- 甚作 : 山本幸栄
- 赤木 : 中田耕二
- 医者 : 土紀洋児
- 唐辰初代：月形龍之介

## スタッフ
- 監督：松野宏軌
- 製作 : 斎藤次男
- 脚本 : 高岩肇、桜井義久、斎藤次男
- 撮影：片岡清
- 音楽：鏑木創

## 同時上映
- 『火の太鼓』